# 香草社
Vanillaware有限公司（日语：ヴァニラウェア有限会社），中文遊戲圈俗称“香草社”。是日本的电脑游戏开发公司。公司地址在大阪市中央区。2002年2月8日设立。

## 概要
Vanillaware主要制作原创的中世纪西欧风幻想世界为题材的動作角色扮演遊戲作品。公司成员有众多2D图像点绘和动画设计师，作品均展现出犹如可动绘本般美丽的世界。
公司董事会代表和总经理神谷盛治曾说过“员工全部都是艺术家”，並就其幻想色彩浓厚的風格表示Vanillaware是“以此为目标的公司”。
公司名字定为冰淇淋常用口味香草，是因为含有“就像每年都会出的基本款冰淇淋一样制作固定类型的商品”的意思。

## 公司设立
Vanillaware原本是1997年登陆世嘉土星平台的Atlus旗下游戏《公主皇冠》的制作小组Puraguru。在2002年2月，作为制作人的神谷盛治在为史克威尔艾尼克斯制作PC大型多人在线游戏《幻想戰記》时在东京招募开发人员并将Puraguru提升为工作室，2004年，在神谷盛治离开《幻想戰記》制作组并决定制作《奥丁领域》的时候与原本5名同僚向大阪转移，并将公司名称改为Vanillaware。

## 代表人物

### 神谷盛治
- VanillaWare有限公司代表董事，出生于广岛县。
- PC-88版本的北欧神话背景的幻想作品《黑玛瑙（日语：ザ・ブラックオニキス）》给他留下了深刻印象。
- 在学校的时候，他曾在一家游戏制作分包商做兼职，从图形制作到项目策划，获得了广泛的经验。他以新的研究生规划员的身份加入了Capcom，在做了几项作品后就离开了。此后VanillaWare成立，参与了Atlus、索尼电脑娱乐、Square enix等公司的项目，直到现在。
- 他的作品主要以精致的图案与美丽的角色描写中世纪西方的剑与魔法的奇幻世界。然而，在Capcom 时代，因为已经有大量的优秀的图形设计师，如安田朗和西村絹，他认为“自己再画也没办法了”，于是他选择了做专职策划。“对于画的认识，在当时发生了可观的改变”。
- 自2008年起他就开始使用全数字化绘图工具。他在不使用图层功能的情况下描绘多层背景，需要在不要的时候把涂过的背景全部擦干净。这个操作“非常低效率，不想被人看到。忙完手上的事情我得去学习了”。
- 在采访中他说“我脑中有很多想做的作品，但时间不够”、“我想把更多的精力投入到全新作品而不是续集与重制版”、“我想到死之前想一直做游戏，尽可能地通过游戏实现更多的构想”。

## 作品
| 發售日         | 名稱                   | 平台                                                        | 發行             |
| -------------- | ---------------------- | ----------------------------------------------------------- | ---------------- |
| 2006年2月23日  | 幻想戰記               | Microsoft Windows                                           | 史克威爾艾尼克斯 |
| 2007年4月12日  | 格林魔書               | PlayStation 2                                               | 日本一軟件       |
| 2007年5月17日  | 奧丁領域               | PlayStation 2                                               | ATLUS            |
| 2008年9月25日  | 可愛熊之家             | 任天堂DS                                                    | Dimple           |
| 2009年4月9日   | 朧村正                 | Wii                                                         | Marvelous        |
| 2011年9月1日   | 聖騎戰史               | PlayStation Portable                                        | Marvelous        |
| 2013年3月28日  | 朧村正                 | PlayStation Vita                                            | Marvelous        |
| 2013年7月25日  | 魔龍寶冠               | PlayStation 3、PlayStation 4、PlayStation Vita              | ATLUS            |
| 2016年1月14日  | 奧丁領域：里普特拉西爾 | PlayStation 3、PlayStation 4、PlayStation Vita              | ATLUS            |
| 2019年11月28日 | 十三機兵防衛圏         | PlayStation 4                                               | ATLUS            |
| 2022年4月14日  | 十三機兵防衛圏         | 任天堂Switch                                                | ATLUS            |
| 2024年3月8日   | 聖獸之王               | 任天堂Switch、PlayStation 4、PlayStation 5、Xbox Series X/S | ATLUS            |

## 关联项目
- Atlus
- Basiscape（崎元仁）：上述全部作品的音乐制作